# Via dei Banchi Vecchi
Via dei Banchi Vecchi è una via del centro di Roma, che da corso Vittorio Emanuele II raggiunge vicolo del Malpasso, passando attraverso i rioni Ponte, Parione e Regola.

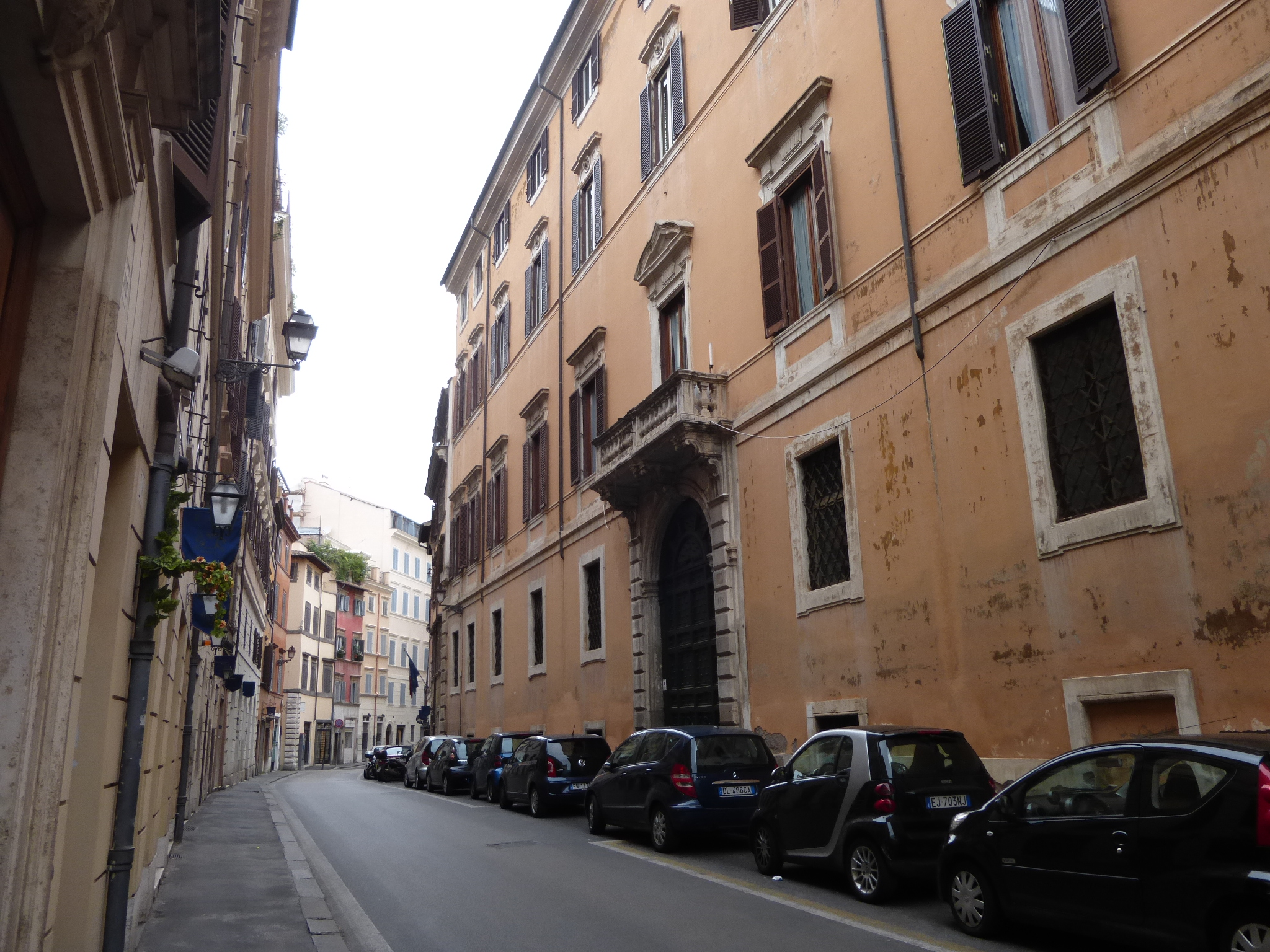
Facciata di palazzo Sforza Cesarini su via dei Banchi Vecchi già palazzo della Zecca poi della Cancelleria (vecchia)

## Storia
In età romana, secondo la carta archeologica di Rodolfo Lanciani la via doveva probabilmente ricalcare alcuni tratti della via Triumphalis e del Porticus Maximae.

Successivamente la via era divisa in due tratti, uno denominato della Chiavica di Santa Lucia, per la vicinanza con la chiesa di Santa Lucia del Gonfalone e per la presenza di una cloaca, all'altezza dell'incrocio della via del Pellegrino con via di Monserrato, via dei Cartari, vicolo della Moretta e vicolo del Malapasso, oltre che appunto via di S. Lucia; mentre l'altro tratto, principiante dal vicolo del Pavone all'altezza dell'edificio che per un breve periodo della prima metà del sec XV ospitò la Zecca e successivamente fu acquistato da Rodrigo Borgia per ospitarvi la Cancelleria vecchia (poi palazzo Sforza Cesarini), fino alla piazza di Ponte (Sant'Angelo), era semplicemente detto dei Banchi, per la presenza di numerosi Banchi che esercitavano il credito. 
 La strada assunse dunque il nome attuale con il trasferimento, avvenuto nel XVI secolo, della Zecca in una via poco distante, che cambierà il nome precedente di "Canale di Ponte" in quello di via dei Banchi Nuovi. 

Durante il XV secolo, l'intero asse viario con il prolungamento delle vie del Pellegrino e dei Giubbonari era anche nota con il nome di Via Mercatoria.

La strada, che oggi termina a Largo Ottavio Tassoni, prima degli sventramenti post-unitari che portarono alla realizzazione di Corso Vittorio Emanuele II, sfociava nel tratto noto come "Canale di Ponte", fiancheggiando nell'ultimo tratto, il lato occidentale del Palazzo del Banco di Santo Spirito, che conduceva alla piazza di Ponte.

## Monumenti

### Architetture religiose
- Santa Lucia del Gonfalone
- Santo Stefano in Piscinula
- Santa Maria della Purificazione in Banchi

### Palazzi
- Casa Crivelli
- Palazzetto del Vescovo di Cervia
- Palazzo Sforza Cesarini

## Nel cinema
In via dei Banchi vecchi è ambientato uno degli scherzi del marchese del Grillo, dove Alberto Sordi fa murare la porta di un banco di pegni (come si desume dall'insegna "prestiti su pegno") apponendovi un pesante orinatoio in marmo, e facendosi poi volutamente sorprendere dal proprietario della bottega nell'atto di utilizzarlo. In realtà la scena è stata però girata in via di Sant' Angelo in Pescheria.